# Vladímir Zhirinovski
Vladímir Vólfovich Zhirinovski (en ruso: Влади́мир Во́льфович Жирино́вский; Almaty, Unión Soviética; 25 de abril de 1946-Moscú, Rusia; 6 de abril de 2022) fue un político ultranacionalista ruso, que se desempeñó como líder del Partido Liberal-Demócrata de Rusia (LDPR) desde 1992 hasta su fallecimiento en 2022.
Fue miembro de la Duma Estatal desde 1993 y líder del grupo parlamentario del LDPR de 1993 a 2000 y de 2011 a 2022.
Fue vicepresidente de la Duma Estatal de 2000 a 2001. También trabajó como delegado en la Asamblea Parlamentaria del Consejo de Europa de 1996 a 2008. Durante su vida, Zhirinovsky también fue candidato en todas las elecciones presidenciales rusas, excepto en 2004.
Fue conocido por muchas controversias, entre ellas por defender las acciones militares de Rusia contra Occidente.

## Biografía
Nació en Almaty, la capital kazaja (en aquel momento una república soviética). En julio de 1964, pasó a vivir en Moscú, donde comenzó sus estudios en el Departamento de Estudios Turcos del Instituto de Estudios Asiáticos y Africanos de la Universidad Estatal de Moscú (MGU), de la cual se graduó en el año 1969. Tras esto, se enroló en el servicio militar en Tbilisi durante la primera parte de los 70. Posteriormente estudiaría Derecho y trabajaría en varios puestos en comités y uniones estatales. En 1998 se le concedió el título de Doctor en Filosofía por parte de la MGU. Si bien participó en ciertos grupos reformistas clandestinos, no tuvo un gran papel en el desarrollo político soviético durante los 80. Mientras consideraba participar en la política, su intento de nominación a Diputado Popular en 1989 fue rápidamente abandonado.
En 1990 cofundó el Partido Liberal-Demócrata, del que dijo que era el primer partido de oposición en la Unión Soviética. Obtuvo el 8% de los votos en las elecciones presidenciales de 1991.

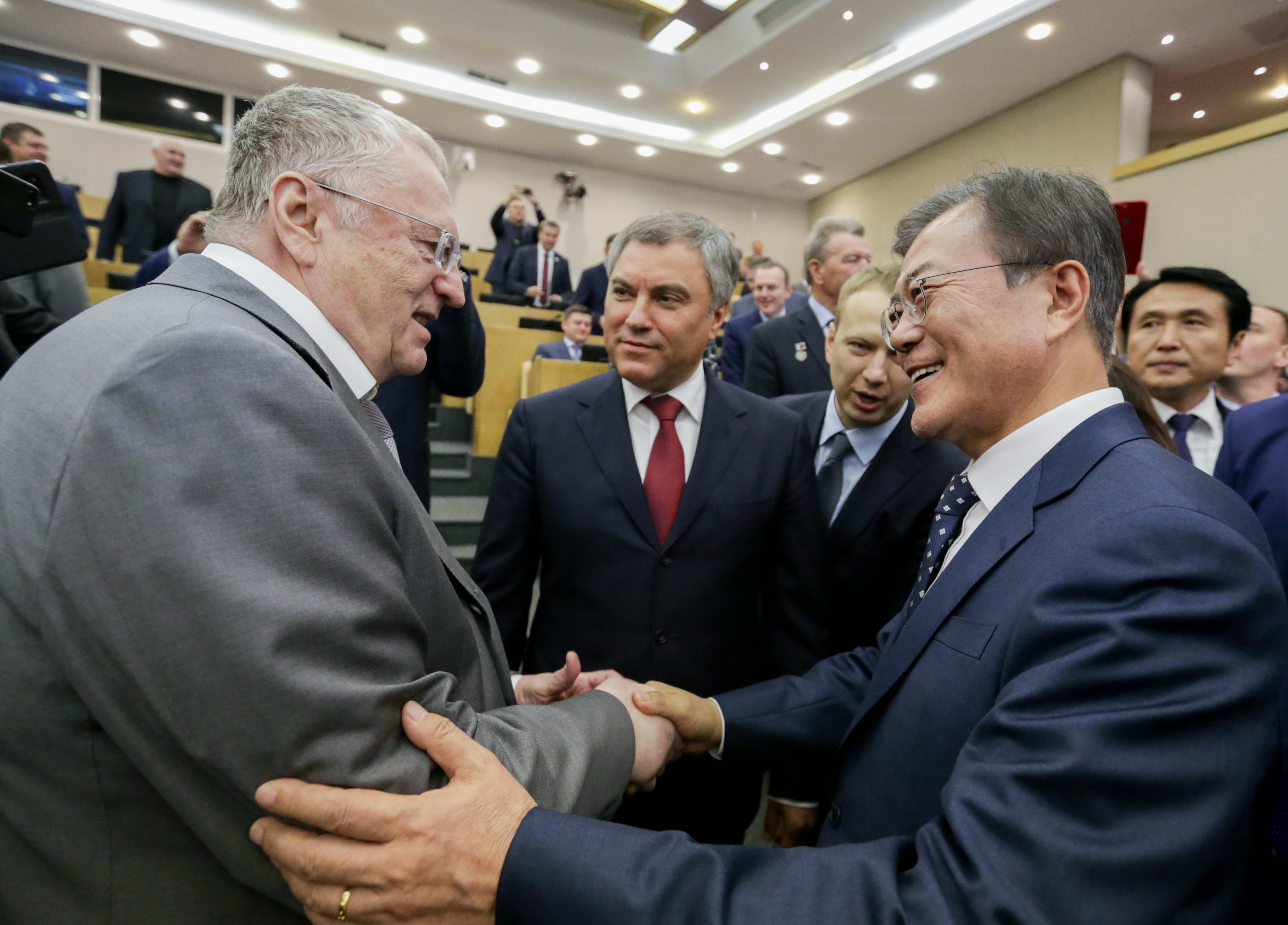
Zhirinovski recibe al presidente de Corea del Sur, Moon Jae-in en la Duma Estatal en junio de 2018.

Tras el éxito en las elecciones parlamentarias de 2003 en las que su partido quedó en tercer lugar, anunció que se enfrentaría a Vladímir Putin en las presidenciales de 2004, retirándose después de la competición. En las legislativas de 2007 su partido se mantuvo en tercera posición en números de escaños. 
Se presentó a las elecciones presidenciales en seis ocasiones: en 1991, 1996, 2000, 2008, 2012 y 2018. 
Falleció el 6 de abril de 2022 tras una larga enfermedad derivada de complicaciones del COVID-19.

### Pensamiento político

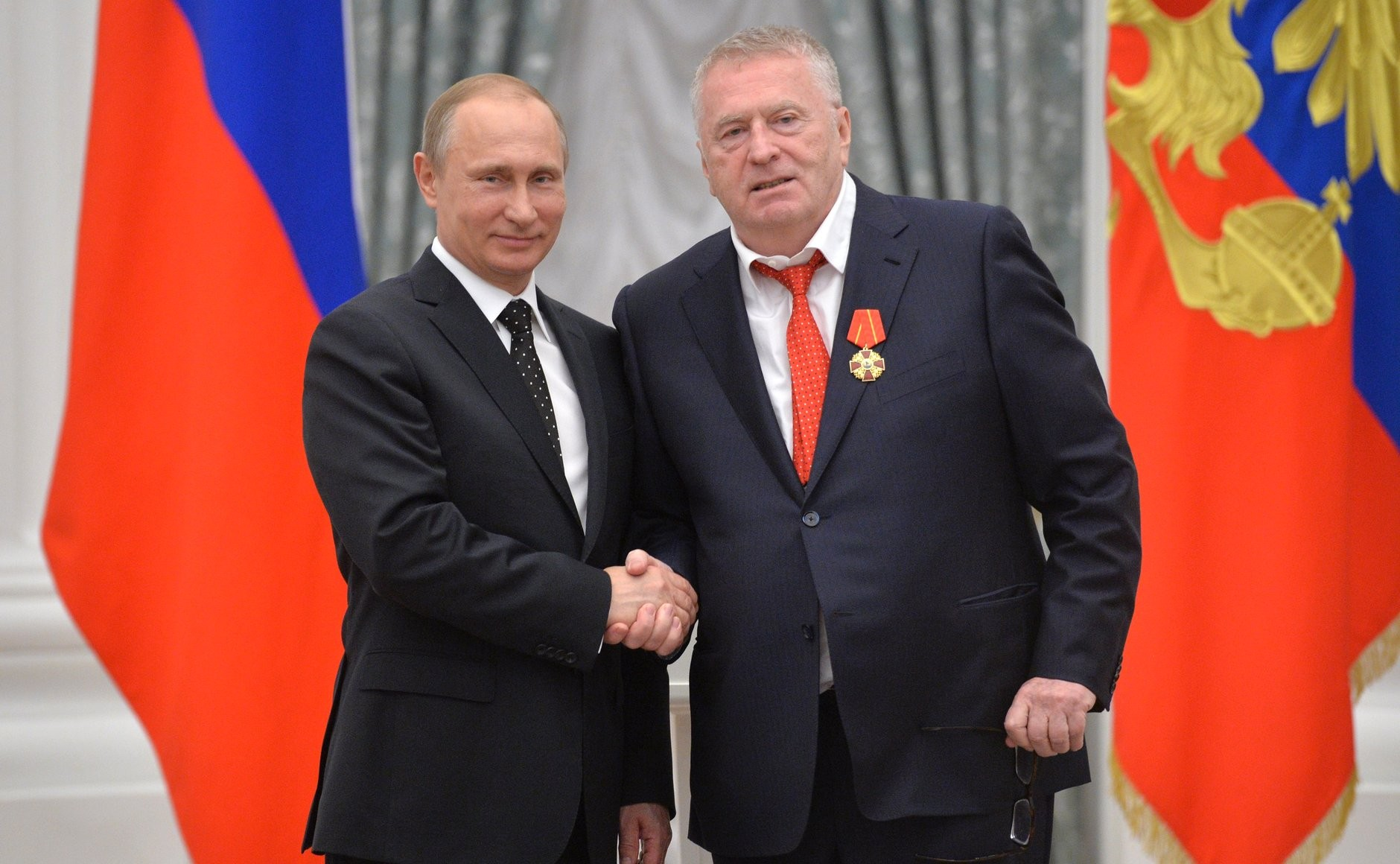
Zhirinovski (a la derecha) recibiendo la Orden de Alejandro Nevski por parte de Vladímir Putin, en 2015.

Abogó por alianzas entre las antiguas repúblicas soviéticas con el objetivo final de su reincorporación a la Unión. Hizo declaraciones a favor de la recuperación de Alaska por medio de la fuerza militar, así como también propuso la ocupación de Irán y todo Medio Oriente, según dijo, para imponer la paz y acabar con el terrorismo de una vez por todas. Además propuso construir grandes ventiladores con los que expulsar los desechos nucleares de Rusia hacia las repúblicas bálticas y alentó el uso de armas nucleares contra posibles adversarios. Se le conoció por sus declaraciones antisemitas en público. Declaró su odio a los pueblos del Cáucaso del Norte y de Asia Central en la TV estatal de Rusia en octubre de 2013.
Según el fiscal anticorrupción español José Grinda, "el crimen organizado en la Federación rusa se convierte en parte de la estructura de poder político, siendo especialmente manifiesto en el Partido Liberal Demócrata de Vladímir Zhirinovski. Los criminales eran elegidos diputados al Parlamento ruso por el Partido Liberal y podían ampararse en su inmunidad parlamentaria, impidiendo la actuación de la policía y justicia rusas. El último ejemplo de esta táctica podría haber sido el de Lugovói".
Zhirinovski apoyó  públicamente a los nacionalistas catalanes, incluso invitó a Carles Puigdemont a Rusia a modo de asilo político.